# Mladen Ančić
Mladen Ančić (Sarajevo, 3. srpnja 1955.) hrvatski povjesničar, redoviti profesor povijesti na Sveučilištu u Zadru.

## Životopis
Mladen Ančić završio je u Sarajevu osnovnu školu i 1973. Klasičnu gimnaziju. Studij povijesti završio je na Odsjeku za historiju Filozofskog fakulteta u Sarajevu 1980. Magistrirao je na Filozofskom fakultetu u Beogradu 1985., a doktorirao na Filozofskom fakultetu u Zagrebu 1996. godine. Bio je zaposlen na Institutu za istoriju u Sarajevu od 1987., od 1993. radi u Zavodu za povijesne znanosti HAZU u Zadru.

## Djela

### Autorske knjige
- Putanja klatna : Ugarsko - hrvatsko kraljevstvo i Bosna u XIV. stoljeću, Zavod za povijesne znanosti HAZU, Zadar; ZIRAL, Mostar, 1997.
- Jajce: portret srednovjekovnoga grada, Muzej hrvatskih arheoloških spomenika, Split, 1999.
- Tko je pogriješio u Bosni, Panliber, Osijek - Zagreb - Split, 1999.
- Na rubu Zapada: tri stoljeća srednjovjekovne Bosne, Hrvatski institut za povijest; Dom i svijet, Zagreb, 2001.
- Livno: srednjovjekovna hrvatska županija, Muzej hrvatskih arheoloških spomenika, Split, 2001.
- Hrvatska u karolinško doba, Muzej hrvatskih arheoloških spomenika, Split, 2001.
- Što "svi znaju" i što je "svima jasno", Hrvatski institut za povijest, Zagreb, 2008.

### Priredio
- Ferdo Šišić, Vojvoda Hrvoje Vukčić Hrvatinić i njegovo doba: (1350. – 1416.), A. G. Matoš, Samobor, 2004.
- Franjo Rački, Nutarnje stanje Hrvatske prije XII. stoljeća, Golden marketing - Tehnička knjiga, Zagreb, 2009.